# Shinano
El riu Shinano (信濃川, Shinano-gawa), conegut com el riu Chikuma (千曲川, Chikuma-gawa) al seu curs superior, és el riu més llarg i ample del Japó i el tercer més gran per àrea de conca (darrere del riu Tone i el riu Ishikari). Es troba al nord-est de Honshu, neix als alps japonesos i flueix generalment al nord-est per les prefectures de Nagano i Niigata abans de desembocar al mar del Japó.

## Ecologia

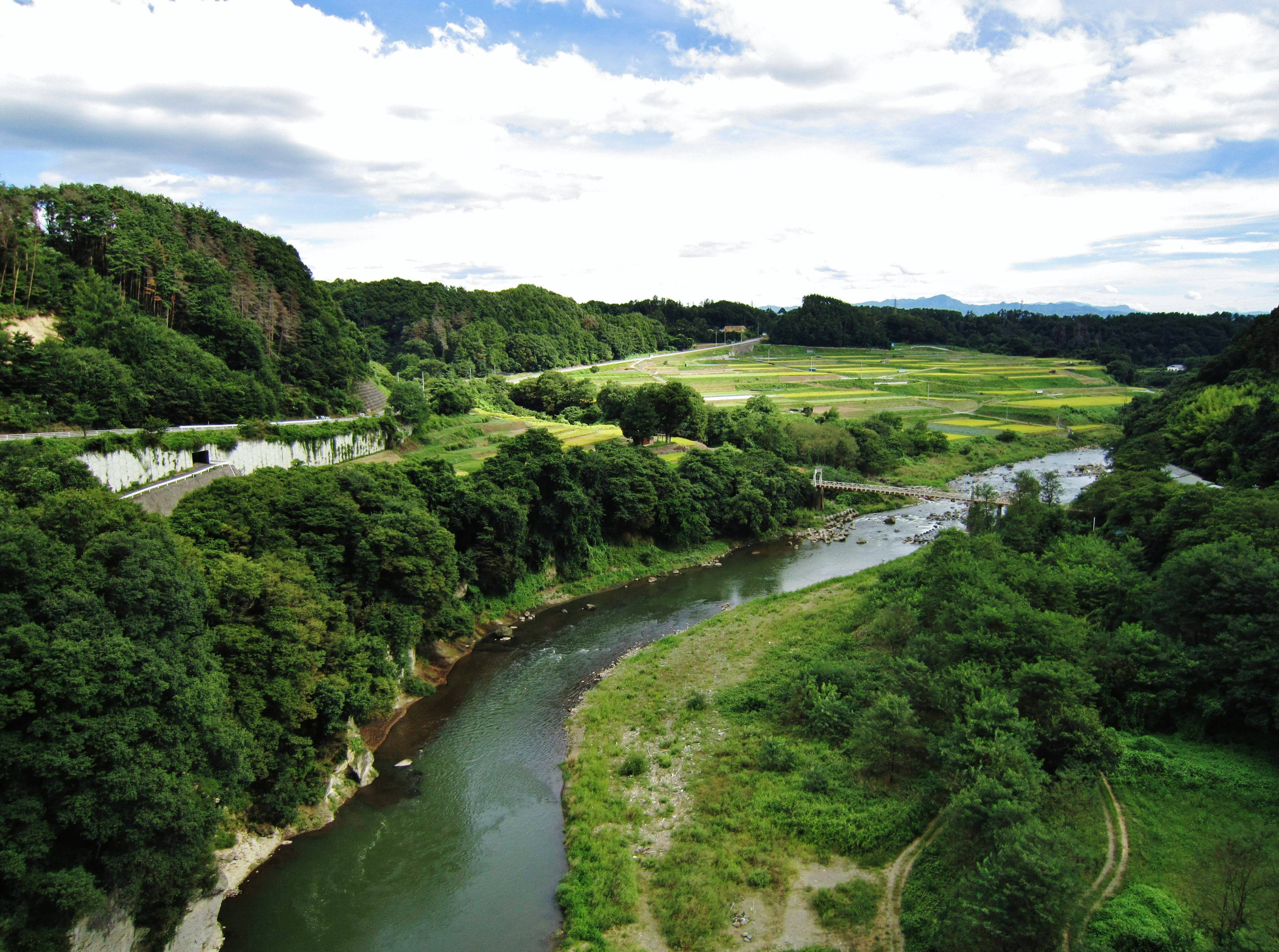
Riu Chikuma, a l'alçada de Komoro.

La conca de Shinano admet una gran varietat de plantes, incloses més de 1.100 espècies que creixen a la riba del riu o a les seves mediacions. La conca també admet una gran varietat d'animals tant dins com al voltant del riu. Tanmateix, el desenvolupament del riu ha amenaçat la continuïtat d'una sèrie d'espècies diferents. A tot el país, entre el trenta i el cinquanta (o més) per cent de les espècies en perill d'extinció provenen de sistemes fluvials d'aigua dolça i l'impacte sobre el sistema fluvial Shinano també és clar. Això afecta principalment els peixos i els amfibis a causa de la seva dependència del riu. La construcció d'assuts i preses per donar suport a l'agricultura i la indústria, així com la introducció d'espècies invasores i la contaminació han estat les principals causes de la degradació dels ecosistemes. La conca de Shinano proporciona un hàbitat per al voltant del vint-i-cinc per cent de les espècies de peixos del Japó (al voltant de cinquanta-cinc de les 200 espècies de peixos que viuen al Japó), incloent-hi tant peixos d'aigua dolça endèmics com peixos migratoris.
La construcció de grans preses, especialment al tram mitjà i alt, ha afectat significativament la capacitat dels peixos de migrar amunt i avall del riu i al mar del Japó. També s'ha produït un augment significatiu de la quantitat de pesca, que s'associa amb la introducció d'espècies invasores de peixos i aus aquàtiques. El desenvolupament del riu i l'assentament humà també ha donat lloc a la degradació ambiental de l'hàbitat clau dels peixos. Els canvis en la zona han afectat la seva capacitat per mantenir i mantenir espècies de peixos endèmiques del riu. S'han pres algunes accions per superar aquests problemes, incloses les prohibicions de pescar salmó durant la cria i l'emmagatzematge de determinades zones per a la pesca, especialment a les zones on s'instal·len regularment barraques de peixos de Tsukeba (botigues emergents al llarg de la riba del riu).
El sistema fluvial també ha estat durant molt de temps la llar de la vida d'ocells. Els efectes negatius del desenvolupament humà no han afectat tan significativament els ocells com els peixos a causa dels canvis més limitats en l'hàbitat dels ocells (que inclou els boscos que encara romanen a les muntanyes circumdants). Hi ha més de 130 espècies d'ocells que freqüenten el sistema fluvial, entre els quals destaquen els estornells i els ànecs, així com les aus migratòries com les grues.

## Refències
1. ↑  Shinanogawa River Office. «The Shinano River Basin» (en anglès).  Ministry of Land, Infrastructure, Transport and Tourism.
2. ↑  Nilsson, Christer; Reidy, Catherine; Dynesius, Mats; Revenga, Carmen «Fragmentation and Flow Regulation of the World's Large River Systems». Science, 308, 5720, 15-04-2005, pàg. 405–408. Bibcode: 2005Sci...308..405N. DOI: 10.1126/science.1107887. PMID: 15831757.
3. ↑  «Longest Rivers in Japan» (en anglès), 17-03-2017.
4. 1 2  Shinanogawa River Office. «Living things» (en anglès).  Ministry of Land, Infrastructure, Transport and Tourism.
5. 1 2  Nakano, Shin-ichi; Yahara, Tetsukazu; Nakashizuka, Tohru. The Biodiversity Observation Network in the Asia-Pacific Region: Toward Further Development of Monitoring (en anglès).  Springer Science & Business Media, 2012, p. 230–232. ISBN 9784431540328.
6. ↑  Craig, John F.. Freshwater Fisheries Ecology (en anglès).  John Wiley & Sons, 2016. ISBN 9781118394403.
7. ↑  «Chikuma River Fish Cuisine» (en japonès).   Unique Nagano.